# Reinhold Behr
Reinhold Behr (* 17. Oktober 1948 in Tauberbischofsheim) ist ein ehemaliger deutscher Lehrer und Fechter, der 1976 für die Bundesrepublik Deutschland eine olympische Silbermedaille mit der Degen-Mannschaft gewann.

## Karriere
Reinhold Behr, 1976/1978 Studienreferendar am Friedrich-Koenig-Gymnasium in Würzburg, vom FC Tauberbischofsheim war 1969, 1971 und 1976 deutscher Meister mit dem Degen. Bei seiner ersten Olympiateilnahme 1972 in München schied er im Einzelwettbewerb im Achtelfinale aus, die deutsche Mannschaft unterlag bereits in der ersten Begegnung deutlich gegen die späteren Olympiasieger aus Ungarn. Bei den Fechtweltmeisterschaften 1973 in Göteborg kämpfte sich die deutsche Mannschaft ins Finale und besiegte dort die ungarische Equipe; Reinhold Behr, Joachim Peter, Jürgen Hehn, Joseph Szepesi und Harald Hein gewannen damit den ersten Weltmeistertitel für deutsche Degenfechter. In der Einzelwertung erreichte Behr mit dem fünften Platz die beste Platzierung eines deutschen Degenfechters nach dem Zweiten Weltkrieg. 1974 nahm Behr aus Studiengründen an keinen internationalen Turnieren teil.
1975 in Budapest gelang Alexander Pusch der erste Einzeltitel eines deutschen Degenfechters bei einer Weltmeisterschaft; Behr, Hehn, Pusch und Elmar Beierstettel gewannen in Budapest die Silbermedaille hinter den Schweden. Bei den Olympischen Spielen 1976 in Montreal belegte Behr im Einzelwettbewerb einen geteilten neunten Platz, Alexander Pusch wurde nach einem Finalsieg gegen Jürgen Hehn Olympiasieger. Im Finale des Mannschaftswettbewerbes standen sich wie bei der Weltmeisterschaft im Vorjahr Schweden und Deutsche gegenüber. Behr verlor im Finale seine vier Gefechte, die deutsche Mannschaft unterlag den Schweden mit 8:5. Zusammen mit Pusch, Hehn, Volker Fischer und Ersatzmann Hanns Jana erhielt Behr die Silbermedaille, die erste Medaille für ein deutsches Degenteam überhaupt. Im nacholympischen Jahr 1977 belegte Behr den ersten Platz in der deutschen Bestenliste.
Reinhold Behr ist der ältere Bruder des Florettfechters Matthias Behr.
Er wurde 1978 Studienrat und arbeitete am Johannes-Butzbach-Gymnasium in Miltenberg als Lehrer für Wirtschaft und Recht sowie für Sport.